# アベニューD
経路図: 

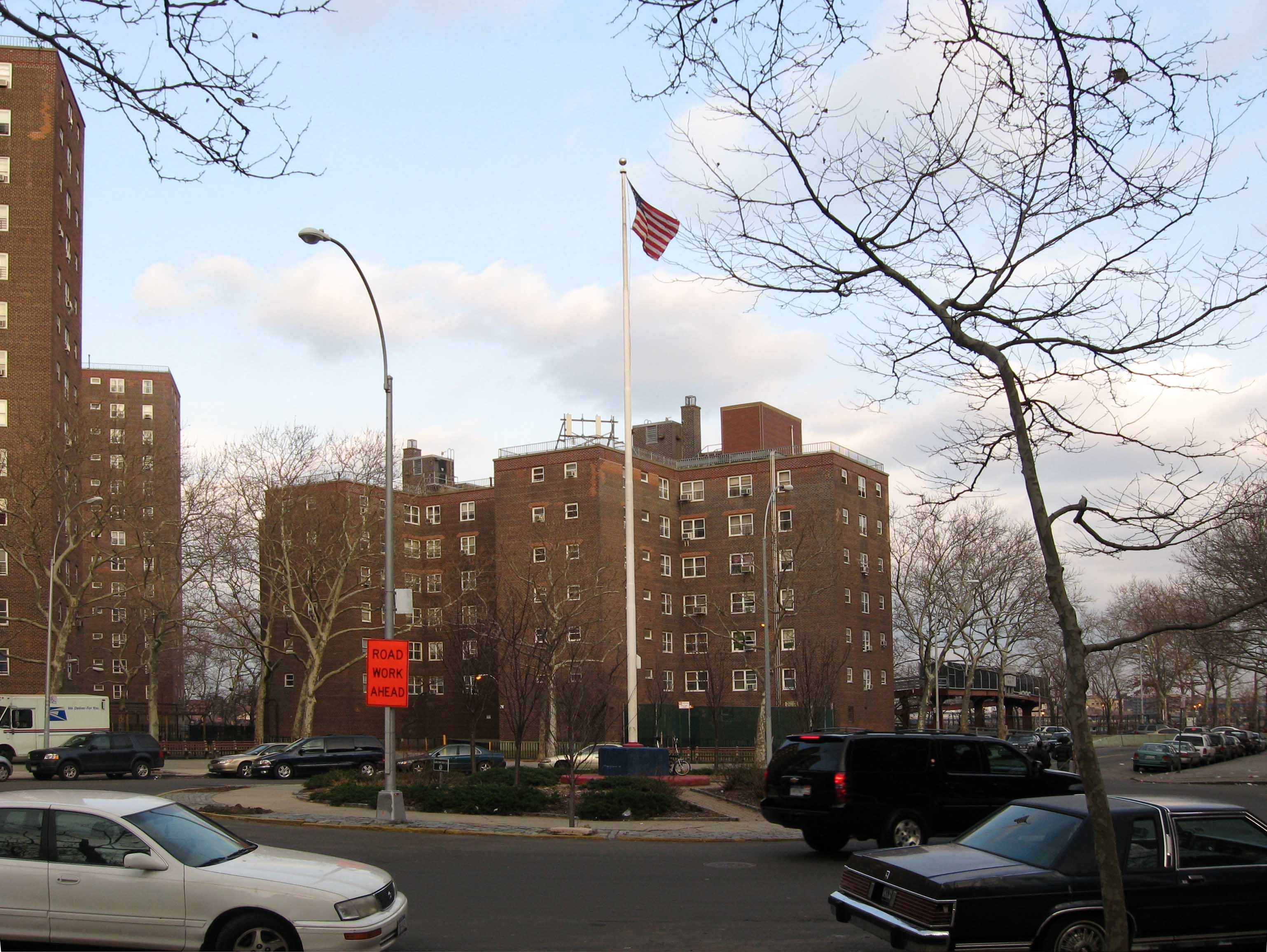
ジェイコブ・リース住宅

アベニューD (Avenue D) は、ニューヨーク市マンハッタン区イースト・ヴィレッジ地区のアルファベット・シティを南北に走る通りである。マンハッタン島のほぼ東端に位置し、その一ブロック西にはアベニューCが、東にはFDRドライブが走っている。この通りの南端はハウストン・ストリート（おおよそ東2丁目の合流地点）で、北端は東12丁目である。ハウストン・ストリートより南ではコロンビア・ストリート (Columbia Street) となり、グランド・ストリートに突き当たるまで続いていく。
アベニューA、アベニューB、アベニューC、そしてアベニューDが走るイースト・ヴィレッジ内のエリアは、これらのアベニュー名から、アルファベット・シティと呼ばれる。
アベニューDおよびコロンビア・ストリート上は、ニューヨーク市バスM14Dが東10丁目からハウストン・ストリート（南行き）／デランシー・ストリート（北行き）の区間を走っている。

## 建築物
- Dry Dock Parkは、アベニューDの10-11丁目のブロックに位置する小さな公園である。公共プールがある。この名前は、このあたりがかつて船舶の修理屋が盛んだったことに由来している。この角にはかつてen:Corn Exchange Bank Trust Co. があった。
- アルファベット・シティ内の大型公営住宅プロジェクト (Public Housing projects) の多くはアベニューD沿いに建てられている。アベニューDの東側はNYCHA住宅であるジェイコブ・リース住宅 (Jacob Riis Houses) が建ち並んでいる。その名前は、ニューヨーク市の最貧困層の生活を記録した有名な写真家ジェイコブ・リースから付けられた。この住宅の開発は、en:Walker & Gilletteによる設計で1949年に竣工した[1]。この近辺に建つその他のプロジェクトはバルーク住宅 (Baruch Houses)、ラガーディア住宅 (LaGuardia Houses)、およびリリアン・ワルド住宅 (Lillian Wald Houses) がある。リリアン・ワルド住宅の名前は、Henry Street SettlementおよびVisiting Nurses Societyを通じてロウアー・イースト・サイドの援助を行ったen:Lillian D. Wald (1867-1940) にちなむ。
- アベニューDの5-6丁目の東側ブロックにはかつて"Boys Brotherhood Republic"があった。これはHenry Street Settlementの自立した若者のプロジェクトであった[2]。

## 著名人
多くの著名人がロウアー・イースト・サイド出身だが、特にジェームズ・キャグニーはアベニューDで生まれたと言われている。